# Pandémie de Covid-19 en Corée du Nord
La pandémie de Covid-19 en Corée du Nord démarre officiellement le 8 mai 2022. À la date du 28 août 2022, le bilan officiel est de 74 morts.

## Contexte
La pandémie de Covid-19, après que la Chine et la Corée du Sud sont devenues les deux plus grands foyers de contamination de maladie à coronavirus fin février 2020,, est soupçonnée par des experts sud-coréens et occidentaux de se propager en Corée du Nord. Néanmoins, le gouvernement nord-coréen indique qu'aucun cas confirmé n'a encore été détecté, ce que confirme début avril l'Organisation mondiale de la Santé. Un premier cas suspect est cependant enregistré en juillet 2020. Un premier cas officiel puis un premier décès et le début de l'épidémie  sont annoncés en mai 2022.

## Déroulement
Le gouvernement nord-coréen affirme que la pandémie n'est pas entrée dans le pays, et prend des mesures drastiques afin de prévenir toute contamination telles que la fermeture complète de la frontière chinoise, l'interdiction des visites de touristes, le report de la rentrée scolaire, le port de masque dans la rue, la désinfection des trains de fret, la prise de température dans les lieux publics et, selon le média sud-coréen Dong-a Ilbo, l'exécution d'une personne n'ayant pas respecté les consignes de sécurité. Les experts sud-coréens et occidentaux estiment que les infrastructures nord-coréennes de médecine sont obsolètes et que l'entrée de l'épidémie dans le pays pourrait entraîner un désastre humanitaire, ce que confirme le dirigeant Kim Jong-un, et faire vaciller le régime ; ils jugent qu'une isolation complète est l'une des seules mesures que le gouvernement nord-coréen peut prendre. Néanmoins, l'arrêt des transactions avec la Chine pourrait avoir de graves conséquences économiques ce qui fait du coronavirus une double menace pour la Corée du Nord.
En mars 2020, des médias sud-coréens assurent que 180 soldats nord-coréens sont morts de la maladie à coronavirus, la majorité près de la frontière avec la Chine. Cela laisse craindre des représailles de la part du gouvernement nord-coréen qui pourrait désigner des boucs émissaires. La fiabilité de l'information n'est pas établie et les chiffres officiels continuent de rester à zéro.
L'Organisation mondiale de la santé confirme le 7 avril qu'aucun cas de Covid-19 n'a été détecté dans le pays. L'OMS indique que la Corée du Nord mène régulièrement des tests de dépistage et avait également placé 570 personnes en quarantaine par mesure de précaution.
Le 26 juillet 2020, un premier cas suspecté de Covid-19 est rapporté au sud du pays à Kaesŏng. La ville de Kaesŏng est placée en état d'« urgence maximale » et un confinement est mis en place.
Le 6 avril 2021, le ministre des Sports annonce que la Corée du Nord ne participera pas aux Jeux olympiques d'été de Tokyo « afin de protéger les athlètes de la crise sanitaire mondiale causée par le Covid-19 ».
En juin 2021, Kim Jong-un annonce limoger des hauts responsables en raison d’un « grave incident » dans la lutte contre la pandémie du Covid-19.
La cessation du commerce avec la Chine due à la fermeture des frontières par Kim Jong-un, les sanctions économiques internationales prises contre la nucléarisation de la Corée du Nord et une série de typhons et d’inondations mettent le pays sous la menace d'une famine,.
Le 12 mai 2022, Kim Jong-un annonce lui-même qu'un cas a été détecté, sans doute du sous-variant Omicron BA.2 ainsi que la mise en place de mesures de confinement. Le lendemain sont annoncés le premier décès ainsi que 187 000 cas à travers tout le pays.
Le 13 mai, Kim Jong-un a tenu une réunion au siège de la prévention des épidémies d'urgence de l'État, au cours de laquelle il a appelé à la poursuite de la lutte contre la pandémie, au confinement et à l'isolement des personnes suspectes, et a déclaré que l'effort visant à arrêter la propagation était une tâche suprême du Parti. La « fièvre » a commencé à se propager depuis la fin avril, Pyongyang étant le centre de la propagation. Conformément à la décision du Politburo, diverses entreprises ont continué à fonctionner normalement tout en organisant des procédures de quarantaine d'urgence. Divers grands projets, tels que le projet de 10 000 appartements résidentiels, ont continué comme avant. Le 13 mai également, les médias d'État nord-coréens ont fait état de 6 décès et de 350 000 cas de fièvre.
Le 14 mai, 174 440 cas de fièvre supplémentaires ont été signalés, dont 81 430 guérisons et 21 décès. Au cours de la conférence du Politburo, Kim Jong-un a déclaré que la situation actuelle était égale à la tourmente de la fondation du pays, mais que la situation pouvait être surmontée grâce à une gouvernance forte de la situation. Selon le rapport, les cas de propagation dans différentes régions ont diminué. La distribution de médicaments d'urgence a également été ordonnée pour commencer à la population, conformément au plan anti-pandémie.
Le 17 mai, il a été signalé que plus de 269 510 cas de fièvre ont été enregistrés dans le pays au cours de la période de 24 heures allant du 15 au 16 mai, 170 460 personnes ont été guéries et 6 autres sont décédées. Le nombre total de cas officiellement déclarés a atteint 1 483 060. Parmi eux, 819 090 ont guéri de la maladie, 663 910 étaient sous traitement, 56 sont décédés. Alors que le nombre de cas continuait d'augmenter dans les régions provinciales, le nombre de cas a commencé à diminuer à Pyongyang,. Selon KCTV, sur les 50 décès signalés jusqu'au 17 mai, 25 étaient dus à une utilisation inappropriée des médicaments.
Le 19 mai, 262 270 cas de fièvre ont été signalés, avec un décès. Des centres de traitement régionaux ont également été mis en place, avec une forte augmentation du nombre de personnes infectées dans les provinces de Pyongan du Sud et de Hamgyong du Sud.

## Vaccination
Le pays a refusé les offres de vaccination de la part de l'OMS, de la Chine et de la Russie et, en 2022, l'ensemble de la population n'est donc toujours pas vaccinée.